# ピリペンコさんの手づくり潜水艦
『ピリペンコさんの手づくり潜水艦』（原題：Herr Pilipenko und sein U-Boot）は、2006年のドイツ映画。

## 内容
自分で潜水艦を作って黒海に潜ることを夢見る老人、ウクライナのエヴゲイニフカ村のピリペンコさんの姿を追うドキュメンタリー映画。

## キャスト
- ウラジーミル・アンドレイェヴィチ・ピリペンコ
- アーニャ・ミハイロヴナ・ピリペンコ
- セルゲイ・セミョーノヴィチ・ホンチャロフ

## 受賞
山形国際ドキュメンタリー映画祭
- 受賞：市民賞